# NGC 3741
NGC 3741 est une galaxie irrégulière naine de type magellanique située dans la constellation de la Grande Ourse. NGC 3741 a été découverte par l'astronome britannique John Herschel en 1828.

## Caractéristiques
La classe de luminosité de NGC 3741 est V-VI et elle présente une large raie HI.

### Distance
Sa vitesse par rapport au fond diffus cosmologique est de 456 ± 16 km/s, ce qui correspond à une distance de Hubble de 6,72 ± 0,52 Mpc (∼21,9 millions d'al).
À ce jour, huit mesures non basées sur le décalage vers le rouge (redshift) donnent une distance de 3,250 ± 0,154 Mpc (∼10,6 millions d'al), ce qui est à l'extérieur des valeurs de la distance de Hubble. Mais, puisque cette galaxie est très rapprochée du Groupe local, il est fort probable que cette valeur soit plus près de la distance réelle de NGC 3741. Notons que c'est avec la valeur moyenne des mesures indépendantes, lorsqu'elles existent, que la base de données NASA/IPAC calcule le diamètre d'une galaxie.

### Brillance de surface
En raison d'une brillance de surface égale à 14,12 mag/am2, on peut qualifier NGC 3741 de galaxie à faible brillance de surface (LSB en anglais pour low surface brightness). Les galaxies LSB sont des galaxies diffuses (D) avec une brillance de surface inférieure de moins d'une magnitude à celle du ciel nocturne ambiant.

## Amas de jeunes étoils bleues

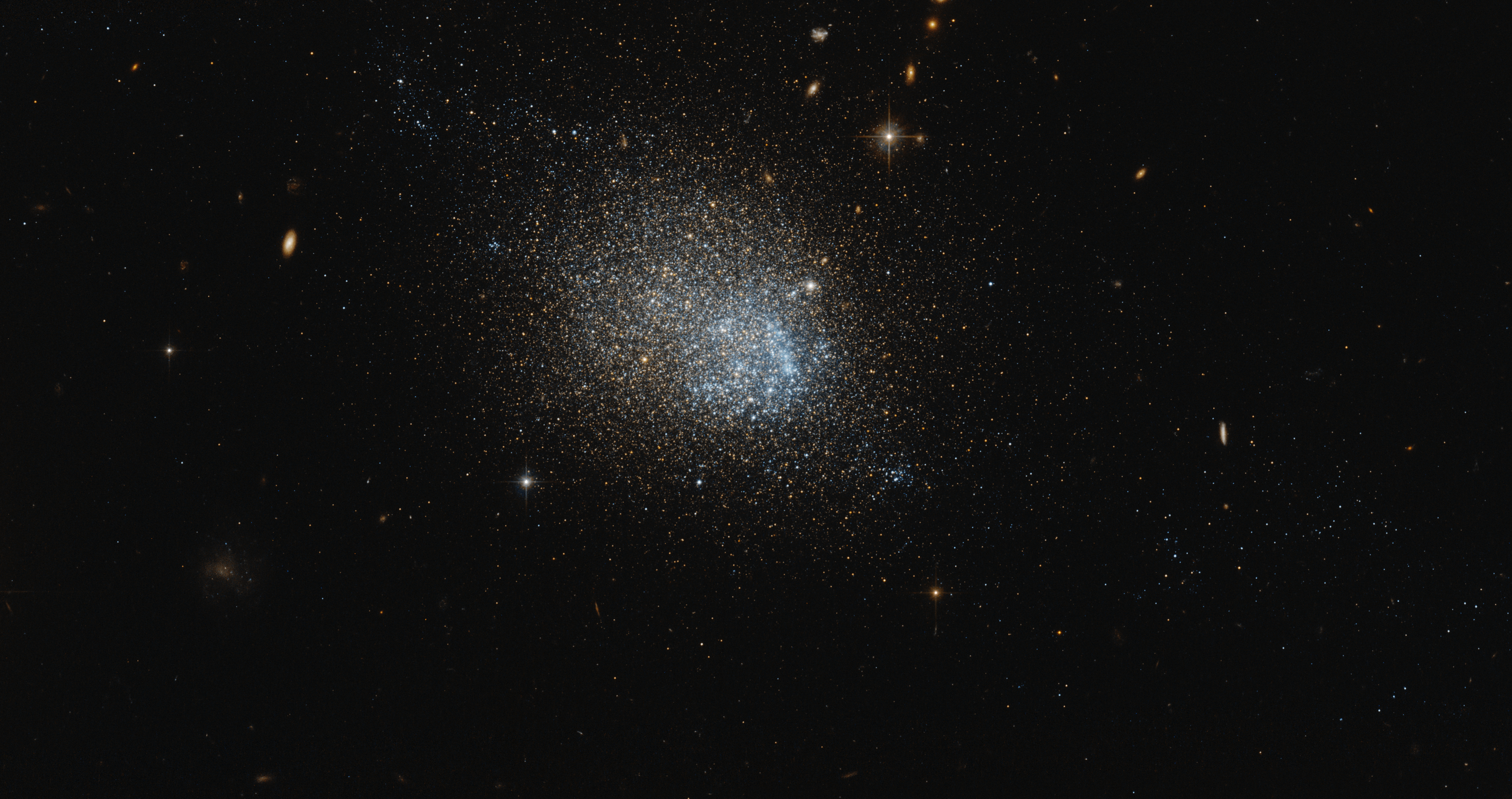
On peut voir sur cette image du télescope spatial Hubble un début de bras spiral.

En y regardant de près, on peut voir un amas d'étoiles bleutées s'étendant vers le haut à gauche et en bas à droite de cette galaxie. Cet amas présente une certaine symétrie et il est tentant de dire qu'il forme un début de bras spiral. La base de données NASA/IPAC qualifie NGC 3741 de galaxie naine bleue compacte (BCD).